# 假耳羽雙蓋蕨
假耳羽雙蓋蕨（学名：Diplazium okudairae）为蹄蓋蕨科雙蓋蕨屬下的一个种。

## 扩展阅读
- 維基物種上的相關：假耳羽雙蓋蕨